# فيكتوريا (مغنية)
فيكتوريا هي مغنية فلبينية، ولدت في 26 أكتوبر 1970 في Sual ‏ في الفلبين.

## وصلات خارجية
- فيكتوريا على موقع ميوزك برينز (الإنجليزية)
- فيكتوريا على موقع ديسكوغز (الإنجليزية)